# Комиссия ООН по праву международной торговли
Комиссия Организации Объединенных Наций по праву международной торговли, ЮНСИТРАЛ (англ. United Nations Commission on International Trade Law, UNCITRAL) — вспомогательный орган Генеральной Ассамблеи ООН, созданный в 1966 году в целях содействия развитию права международной торговли.

## История
Комиссия ЮНСИТРАЛ была учреждена Генеральной Ассамблеей Организации Объединенных Наций в соответствии с резолюцией от 17 декабря 1966 года № 2205(XXI). Функционирует с 1 января 1968 года. Учреждая Комиссию, Генеральная Ассамблея признала, что расхождения, возникающие в результате применения законов различных государств в вопросах международной торговли, являются одним из препятствий торговым потокам. Комиссия в этой связи рассматривалась в качестве инструмента, с помощью которого Организация Объединенных Наций могла бы играть более активную роль в сокращении или устранении препятствий в сфере международной торговли.
Генеральная Ассамблея предоставила Комиссии общий мандат, поручив ей содействовать прогрессивному согласованию и унификации права международной торговли. С тех пор Комиссия стала основным юридическим органом системы Организации Объединенных Наций в сфере права международной торговли.
Комиссия подготовила и приняла следующие документы:
- Конвенция об исковой давности в международной купле-продаже товаров принята ООН в 1974 году
- Арбитражный регламент ЮНСИТРАЛ — одобрен и утвержден ООН в 1976 году
- Конвенция о морской перевозке грузов — утверждена Конференцией ООН в Гамбурге в марте 1978 году
- Конвенция ООН о договорах международной купли-продажи товаров — принята ООН в апреле 1980 году в Вене
- Конвенция о международной смешанной перевозке грузов
- Типовой закон ЮНСИТРАЛ о международном торговом арбитраже (1985 год)
- Правовое руководство ЮНСИТРАЛ по составлению международных контрактов на строительство промышленных объектов (1987 год) и др.
- Конвенция о международных переводных векселях и международных простых векселях — принята ООН 9 декабря 1988 года
- Типовой закон ЮНСИТРАЛ о международных кредитовых переводах (1992 год)
- Типовой закон ЮНСИТРАЛ о закупках товаров (работ) и услуг и Руководство по его принятию (1994 год)
- Конвенция Организации Объединенных Наций о независимых гарантиях и резервных аккредитивах (Нью-Йорк, 1995 год)
- Типовой закон ЮНСИТРАЛ об электронной торговле (1996 год)
- Типовой закон ЮНСИТРАЛ о трансграничной несостоятельности (1997 год)
- Типовой закон ЮНСИТРАЛ об электронных подписях (2001 год)
- Конвенция ООН об использовании электронных сообщений в международных договорах (Нью-Йорк, 2005 год)
- Маврикийская конвенция о прозрачности (2014 год)

## Основная деятельность
ЮНСИТРАЛ разрабатывает правила для коммерческих сделок. К их числу относятся следующие:
- всемирно признанные конвенции, типовые законы и правила;
- правовые и законодательные руководства и рекомендации, имеющие большое практическое значение;
- обновляемая информация о прецедентном праве и законодательных актах, вводящих в действие единообразные нормы коммерческого права;
- техническая помощь в осуществлении проектов правовой реформы;
- региональные и национальные семинары по вопросам единообразного коммерческого права.

Комиссия выполняет свою работу на ежегодных сессиях, которые проводятся поочередно через год в Центральных учреждениях Организации Объединенных Наций в Нью-Йорке и в Венском международном центре в Вене.
Комиссия оказывает помощь странам, рассматривающим вопрос о принятии текстов правовых актов.
Секретариат ЮНСИТРАЛ предоставляет техническую и консультативную помощь государствам, которые могут рассматривать вопрос о принятии одного из правовых текстов, подготовленных Комиссией. Такая помощь часто предполагает проведение обзора предлагаемых законопроектов.

## Структура комиссии

### Членство
В состав Комиссии входят шестьдесят государств-участников, избираемых Генеральной Ассамблеей. Структура членского состава Комиссии обеспечивает представительство различных географических регионах мира и его основных экономических и правовых систем. Члены Комиссии избираются на срок шесть лет, причем срок полномочий половины членов Комиссии истекает один раз в три года.

### Секретариат
Секретариатом ЮНСИТРАЛ является Сектор права международной торговли Управления по правовым вопросам Организации Объединенных Наций. Секретариат располагается в Вене.

### Рабочие группы
Комиссия учредила шесть рабочих групп для проведения подготовительной работы по существу тем, предусмотренных программой работы Комиссии. В состав каждой рабочей группы входят все государства — участники Комиссии. Каждая рабочая группа Комиссии, как правило, проводит одну или две сессии в год в зависимости от рассматриваемой темы; эти сессии также проводятся поочередно в Нью-Йорке и Вене.
Шесть рабочих групп и рассматриваемые ими в настоящее время темы являются следующими:
- Рабочая группа I (Проекты в области инфраструктуры, финансируемые из частных источников) завершила работу над проектом свода типовых законодательных положений, предназначенных дополнить Руководство ЮНСИТРАЛ для законодательных органов по проектам в области инфраструктуры, финансируемым из частных источников (2001 год). Проекты типовых законодательных положений были представлены на рассмотрение Комиссии на её тридцать шестой сессии.
- Рабочая группа II (Международный арбитраж и согласительная процедура) недавно завершила Типовой закон ЮНСИТРАЛ о международной коммерческой согласительной процедуре (2002 год) и в настоящее время работает над темами обеспечительных мер и требования о письменной форме арбитражного соглашения.
- Рабочая группа III (Транспортное право) в настоящее время находится в процессе подготовки проекта документа о международной перевозке грузов.
- Рабочая группа IV (Электронная торговля)
- Рабочая группа V (Законодательство о несостоятельности)
- Рабочая группа VI (Обеспечительные интересы)